# Богуміла Ржимначова
Богуміла Ржимначова (чеськ. Bohumila Řimnáčová, 9 вересня 1947) — чехословацька гімнастка, призерка Олімпійських ігор і чемпіонатів світу.

## Біографічні дані
На чемпіонаті світу 1966 стала чемпіонкою світу в командному заліку.
На Олімпіаді 1968 зайняла друге місце в командному заліку. В індивідуальному заліку вона зайняла сьоме місце. Також зайняла 5-те місце у вільних вправах, 24-те — в опорному стрибку, 4-те — у вправах на брусах та 10-те — у вправах на колоді.
На чемпіонаті світу 1970 зайняла третє місце в командному заліку.
1972 року завершила кар'єру через проблеми зі спиною.